# デリー大学
デリー大学 (デリーだいがく)は、インドのデリーにある大学研究中心大学である。中央立法議会の法律によって1922年に設立された。

## 歴史
デリー大学は1922年に中央立法議会の法律によって設立さた。ハリ・シン・グールは、1922年から1926 年まで同大学の初代副学長を務めた。
1933年10月までインド副王の邸宅となり、その後デリー大学に譲渡された。

## キャンパス
デリー大学には91の大学がデリー全域に広がっている。北キャンパスと南キャンパスは大学の2つのメインキャンパスである。ザキル フサイン デリー カレッジはニューデリーの中心部に位置し、327 年の伝統を誇るデリー最古のカレッジである。